# De Lint (geslacht)

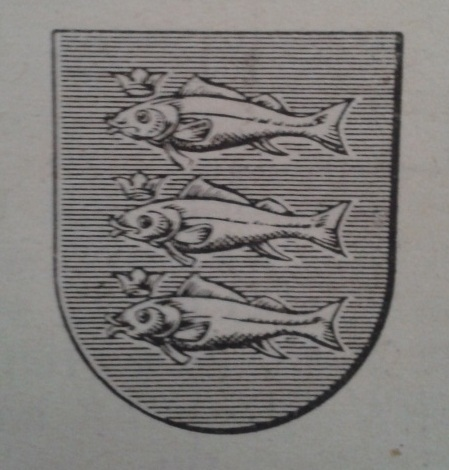
Het wapen van het geslacht De Lint

De Lint (ook: De Lind van Wijngaarden) is de naam van een Nederlands patriciërsgeslacht, oorspronkelijk afkomstig uit Klundert dat aanvankelijk lokale bestuurders voortbracht.

## Geschiedenis
Het West-Brabantse geslacht De Lint is van oorsprong protestant en heeft in Klundert tot aan de Franse tijd een vooraanstaande positie ingenomen in het stadsbestuur als in het kerkbestuur, weesmeester of waterschapsfuncties. Na de Franse tijd zijn de functies van verschillende aard.
Als stamvader van de bewezen stamreeks geldt Adriaan de Lint die omstreeks 1600 werd geboren en trouwde met Lijntje Nelemans. Zijn nakomelingen waren aanvankelijk lokale bestuurders.
De familie werd in 1943 opgenomen in het genealogische naslagwerk het Nederland's Patriciaat.

## Familiewapen
Het wapen van de familie De Lint is als volgt: Het wapenschild, in blauw drie zilveren vissen bovenelkaar, boven de kop van iedere vis een gouden kroon.  Helmteken: een vlucht

## De Lind van Wijngaarden
Een andere tak, beginnende met Cornelis de Lint (1822-1899), ging de achternaam De Lind van Wijngaarden voeren. Cornelis de Lind (de Lint) trouwt in 1853 met Antonetta Wilhelmina van Wijngaarden, wier familienaam bij Koninklijk Besluit van 19 april 1872 aan de naam van haar echtgenoot werd toegevoegd. Cornelis, Antonetta en hun nakomelingen gaan De Lind van Wijngaarden heten.

## Enkele telgen
- Adriaan de Lint (1660-1720), schepen te Klundert, luitenant der schutterij.
- Jan de Lint (1672-1735), schepen, burgemeester, thesaurier te Klundert.
- Cornelis de Lint (overleden 1762), schepen en burgemeester te Klundert, commissaris der gemene middelen, plaatsvervangend rechter.
- Adam de Lint (1733-1782) kapitein der schutterij.
- Willem de Lint (1734-1804) schepen en weesmeester te Klundert.
- dr. Cornelis Johannes de Lint (1827-1901), medisch dokter, geneesheer te Princenhage.
- Meeuwis de Lint (1831-1907) gemeenteraadslid te Zevenbergen.
- Hendrik de Lint (1837-1920), burgemeester van Willemstad (1871 – 1873), burgemeester van de gemeente Hekelingen en Spijkenisse (1873 - 1914).
- ds. Meeuwis Marinus de Lint (1839-1918), Nederlands-Hervormd predikant.
- Klaas de Lint (1841-1881) Notaris, lid van de afdelingsraad te Piketberg (Kaapkolonie).
- dr. Jan Daniel de Lint (de Lind van Wijngaarden) (1862-1939), Theoloog, Nederlands-Hervormd predikant.
- dr. Klaas de Lint (1867-1933) medisch dokter en arts, geneesheer te Kaapstad (Kaapkolonie).
- dr. Jan Gerard de Lint (1867-1936), medisch dokter en arts, geneesheer te Gorinchem. Lector Geschiedenis der Geneeskunde te Leiden, directeur van het Instituut voor de Geschiedenis der Genees-, Wis- en Natuurkunde te Leiden.
- dr. Willem de Lint (geboren 1870), medisch dokter en arts, oud-geneesheer te Zevenbergen.
- ir. Johannes Adrianus de Lint (1880-1944) civiel ingenieur, oud-hoofdingenieur en oud-hoofd spoorwegtoezicht in Nederlands-Indië.
- Susanna Gerdina de Lint (1878-1953), kunstschilderes.
- Geertje Maria de Lint (geboren 1888), biologe.
- mr. George Justinus de Lint (geboren 1908), jurist, officier van justitie arrondissementsrechtbank.
- Derek de Lint (1950-heden), acteur.
- Mick de Lint (1981-heden), acteur en reclamefilmmaker.

Geslachten die opgenomen zijn in het sinds 1910 verschijnende genealogische naslagwerk Nederland's Patriciaat. Lijst volgens opgave van het CBG Centrum voor familiegeschiedenis.
A · B · C · D · E · F · G · H · I · J · K · L · M · N · O · P · Q · R · S · T · U · V · W · Y · Z